# Mieczysław Porębski
Mieczysław Porębski (* 31. März 1921 in Gnesen; † 10. September 2012 in Warschau) war ein polnischer Kunsthistoriker. Er beschäftigte sich  vorwiegend mit der Kunst des 19. und 20. Jahrhunderts sowie der Kunsttheorie.

## Leben
Porębski begann 1938 sein Studium der Geschichte an der Jagiellonen-Universität in Krakau, das er aufgrund des Zweiten Weltkrieges unterbrechen musste. Während der Deutschen Besatzung Polens besuchte er die Schule für Kunsthandwerk und arbeitete mit dem Theater von Tadeusz Kantor zusammen. Aufgrund seiner konspirativen Tätigkeiten wurde er 1944 zunächst im KZ Groß-Rosen und anschließend im KZ Sachsenhausen interniert. Nach dem Krieg konnte er nach Polen zurückkehren und sein Studium beenden. Er siedelte nach Warschau um, wo er von 1950 bis 1969 an der Akademie der Bildenden Künste dozierte. Zudem war er von 1952 bis 1957 Chefredakteur der Zeitschrift Przegląd Artystyczny. Er kehrte 1970 nach Krakau zurück, wo er den Lehrstuhl für die Geschichte der Modernen Kunst an der Jagiellonen-Universität übernahm. Daneben wurde er 1974 Kurator des Nationalmuseums in Krakau. Ab 1990 war er Mitglied der Polska Akademia Umiejętności.

## Publikationen
- Sztuka naszego czasu. Zbiór szkiców i artykułów krytycznych z lat 1945–1955, Warszawa: Wydawnictwo Sztuka, 1956
- Malowane dzieje, Warszawa: PIW, 1961
- Granica współczesności 1909–1925, Wrocław: Ossolineum, 1965
- Kubizm. Wprowadzenie do sztuki XX wieku, Warszawa: PWN, 1966
- Pożegnanie z krytyką, Kraków: Wydawnictwo Literackie, 1966
- Ikonosfera, Warszawa: PIW, 1972
- Sztuka a informacja, Kraków; Wydawnictwo Literackie, 1986
- Dzieje sztuki w zarysie (Band 1: Od paleolitu po wieku średnie, Band 3: Wiek XIX i XX), Warszawa: Arkady, 1976–1988
- Deska, Warszawa: Murator, 1997
- Polskość jako sytuacja, Kraków: Wydawnictwo Literackie, 2002
- Nowosielski, Kraków: Wydawnictwo Literackie, 2003
- Krytycy i sztuka, Kraków: Wydawnictwo Literackie, 2004
- Spotkanie z Ablem, Kraków: Wydawnictwo Literackie, 2011

## Nominierungen und Auszeichnungen
- 1956: Internationaler Kritikerpreis auf der Biennale di Venezia
- 1995: Kazimierz-Wyka-Preis
- 2004: Finalist des Nike-Literaturpreises mit Nowosielski
- 2012: Einzelpreis des Literaturpreises Gdynia für Spotkanie z Ablem